# バーンレーム駅
バーンレーム駅（バーンレームえき、タイ語:สถานีรถไฟบ้านแหลม）は、タイ王国中部、サムットサーコーン県ムアンサムットサーコーン郡にあるタイ国有鉄道メークローン線の駅である。

## 概要

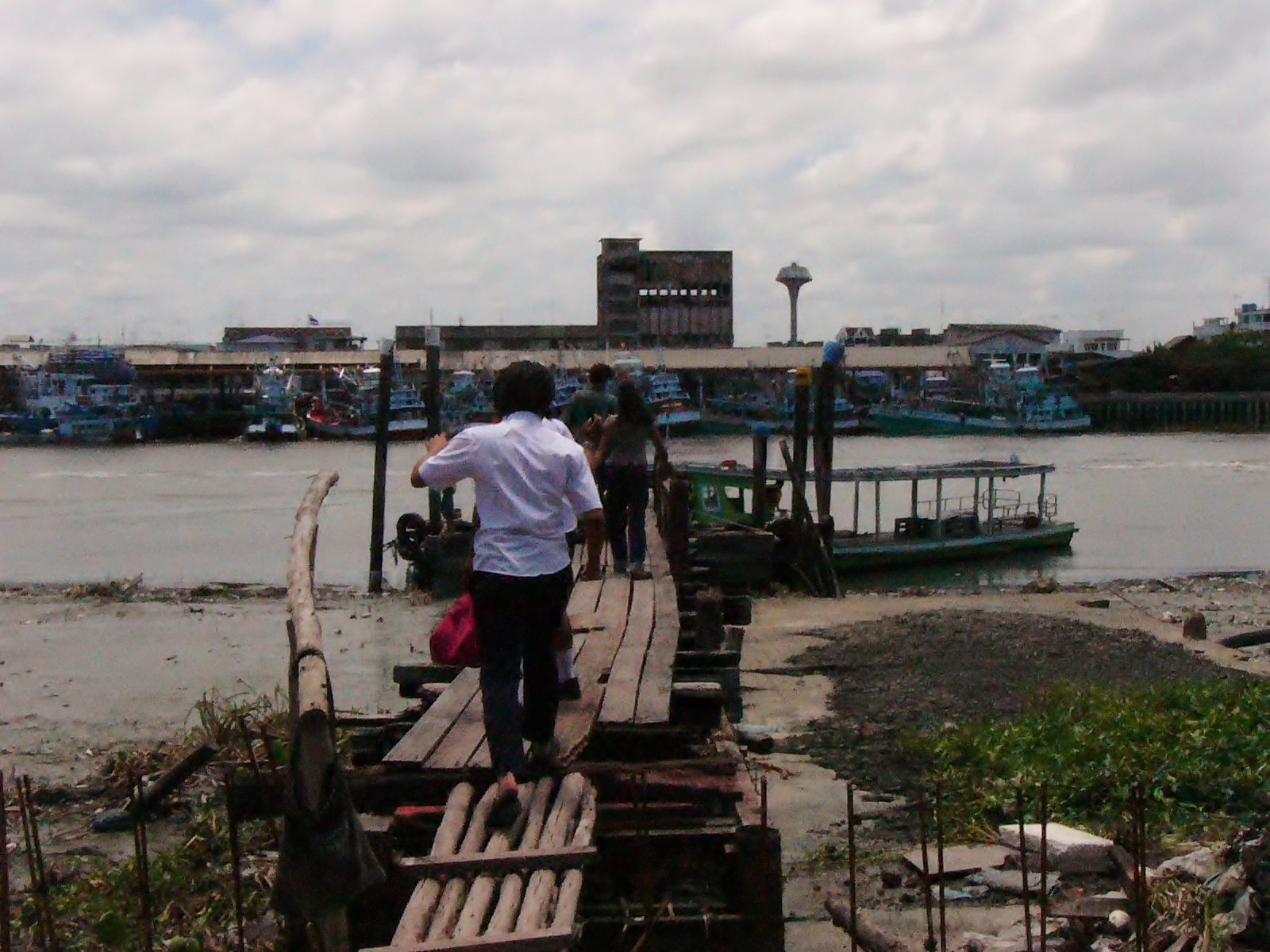
駅に隣接しているマハーチャイ駅への連絡船乗り場

バーンレーム駅は、タイ王国中部サムットサーコーン県の県庁所在地であり、人口24万人が暮らすムアンサムットサーコーン郡に位置する。
ターチーン川のすぐ西岸にあり、メークローン鉄道の西側区間の建設の際に、ターチーン川への架橋は見送られ、当駅と対岸のマハーチャイ駅の間は渡し船で連絡することとされた。架橋は現在も実現しておらず、メークローン線は分断区間を渡し船で連絡する形態が続いている。渡し船は、当駅の着発時刻に合わせて運行されている。
マハーチャイ駅やメークローン駅とは異なり、当駅の構内では市場はほとんど開かれていない。

## 歴史
1907年7月12日に民営メークローン鉄道としてバーンレーム駅 - メークローン駅が開業し、約1年後の1908年10月6日にターチーン鉄道を吸収合併した。1942年-1945年の第二次世界大戦中私鉄のメークローン鉄道は、軍事管理化に入りその後1946年5月8日に国有化されタイ国鉄の駅となった。
- 1907年7月12日 【開業】バーンレーム駅 - メークローン駅 (33.57km)
- 1908年10月6日 【合併】メークローン鉄道とターチーン鉄道が合併
- 1942年1月26日 【軍事指揮下】メークローン鉄道軍事指揮下に入る
- 1945年10月25日 【民営化】メークローン鉄道軍事指揮下解除
- 1946年5月8日  【国有化】国がメークローン鉄道を200万バーツで購入

## 駅構造
片面ホーム1面1線の地上駅である。

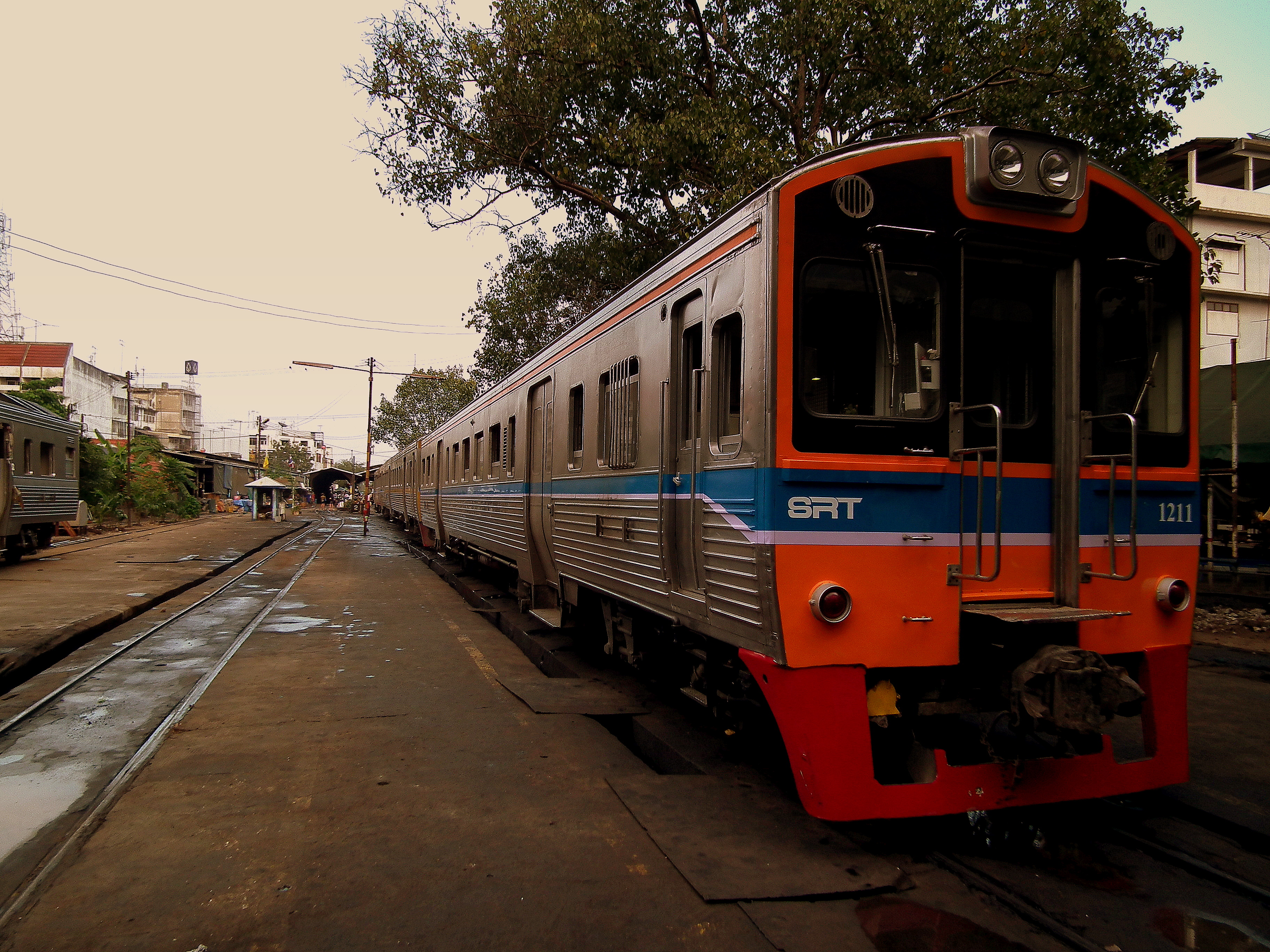
駅構内

1990年代末頃までは片面ホーム、島式ホーム各1面を有していた他、構内にはメークローン線西側区間の運用車両が滞泊する何本かの側線が設けられていた 。
2000年代以降、運用車両の減少により側線は全て撤去され、駅自体も棒線駅に縮小された。1本のみとなった着発線には旅客ホームの前に給油設備が設けられ、西側区間運用車両の給油・点検等が引き続き行われる他、構内の外れにリフティングジャッキが設置され、車両の定期検査時の台車着脱作業等が露天で行われていた（この際は当線全体が運休）。
2016年頃、駅南側に側線が再び設けられ、さらに2021年から約2年を費やして建屋が建設された。

## 運行列車
1日当たり8列車（4往復）が当駅を発着し、その全てが路線の終点であるメークロン駅との間の運行である。列車は全て普通列車であり、2等車のみの4両編成である。終点であるメークロン駅（33.75km）まで1時間かかり、その運賃は10バーツ（約35円）である。